# إيدن سيلفا
إيدن سيلفا (بالإنجليزية: Eden Silva) هي لاعب كرة مضرب بريطانية، ولدت في 14 مارس 1996 في لندن في المملكة المتحدة.

## وصلات خارجية
- إيدن سيلفا على موقع رابطة محترفات التنس (الإنجليزية)
- إيدن سيلفا على موقع الاتحاد الدولي لكرة المضرب (الإنجليزية)
- إيدن سيلفا على موقع بطولة ويمبلدون (الإنجليزية)
- إيدن سيلفا على موقع خلاصة التنس.كوم (الإنجليزية)
- إيدن سيلفا على موقع إي إس بي إن.كوم (الإنجليزية)